# Eugène Marbeau
Eugène Marbeau est un juriste, auteur et philanthrope français, né le 12 décembre 1825 à Paris et mort le 26 novembre 1909 dans la même ville, conseiller d'État et secrétaire général de la Société des crèches parisiennes (fondée par son père Firmin Marbeau). 

## Biographie

### Carrière au Conseil d’État
Il devient auditeur au Conseil d'État en 1849. En 1858, il est promu maître des requêtes. Il accède finalement à la charge de conseiller d'État.
Durant son mandat, il s'oppose vigoureusement au rétablissement de la personnalité civile pour les diocèses catholiques au cours d'une célèbre délibération. Son avis ne sera finalement pas suivi par la majorité du Conseil.
Suspect de conservatisme du fait de son mandat sous l'Ordre moral, il est mis à la retraite en juillet 1879, lors de l'épuration du Conseil par les républicains. 

## Distinctions
- Officier de la Légion d’Honneur[2]